# Bokspröding
Bokspröding (Psathyrella murcida) är en svampart som först beskrevs av Elias Fries, och fick sitt nu gällande namn av Kits van Wav. 1985. Psathyrella murcida ingår i släktet Psathyrella och familjen Psathyrellaceae.   Inga underarter finns listade i Catalogue of Life.
I den svenska databasen Dyntaxa används istället namnet Psathyrella fagetophila för samma taxon.  Arten är reproducerande i Sverige.